# Patrimonio documental
El patrimonio documental, según el Programa Memoria del Mundo de la Unesco, es un conjunto de documentos que, al reflejar la memoria colectiva de una comunidad, nación o sociedad, y al mostrar la diversidad de sus idiomas, culturas y tradiciones, se considera parte del Patrimonio de la Humanidad. Este patrimonio está compuesto por elementos que son movibles, consisten en signos, códigos, sonidos o imágenes, y están sujetos a conservación. Los soportes de estos documentos son inertes, pero pueden ser reproducidos y trasladados.

## El problema de la definición
En la segunda mitad del siglo XX, se consideraba patrimonio documental a los objetos que estaban al resguardo de bibliotecas o archivos, por lo que solo se conformaba de «documentos históricos». En 1995, la Unesco, a través de su Programa Memoria del Mundo, enlista lo que considera patrimonio documental: «manuscritos y documentos raros y valiosos depositados en las bibliotecas y archivos de todo el mundo… incluye también a todos los documentos contenidos, en cualquier medio o soporte, las reproducciones digitales y las tradiciones orales». La Unesco otorga una definición general con el propósito de englobar la mayor cantidad de documentos pertenecientes a la humanidad pero invita a que cada Estado Miembro proponga su propia definición de acuerdo a sus circunstancias. Hace un llamado a modificar la definición de patrimonio documental en caso necesario.
En la ley federal de archivos del 2012 (México), el patrimonio documental es: «documentos de archivo u originales y libros que por su naturaleza no sean fácilmente sustituibles y que dan cuenta de la evolución del Estado y de las personas e instituciones que han contribuido en su desarrollo, O cuyo valor testimonial, de evidencia o informativo les confiere interés público, les asigna la condición de bienes culturales y les da pertenencia en la memoria colectiva del país».
En el Decreto-Ley n.º 265/2009 del Sistema Nacional de Archivos de la República de Cuba, afirma que el patrimonio documental de la nación cubana constituye «el conjunto de documentos generados o reunidos en el ejercicio de la actividad de las personas naturales o jurídicas, que por su valor, económico, político, social, científico técnico, legal, cultural, histórico o para la defensa, requiere ser conservado de forma permanente, incluyendo su Patrimonio Bibliográfico».
En Colombia en la ley 1379 de 2010 especifican «Patrimonio Documental y Bibliográfico de la Nación: Conjunto de obras o documentos que conforman una colección nacional, que incluye las colecciones recibidas por depósito legal y toda obra que se considere herencia y memoria, o que contribuya a la construcción de la identidad de la Nación en su diversidad. Incluye libros, folletos y manuscritos, microformas, material gráfico, cartográfico, seriado, sonoro, musical, audiovisual, recursos electrónicos, entre otros».

## Del Patrimonio Nacional al Patrimonio de la humanidad
Para que un documento o conjunto de documentos sea considerado parte del Patrimonio de la Humanidad por la Unesco, debe cumplir con ciertas características. La autenticidad es un requisito esencial, lo que implica que debe ser verificable que no existen copias exactas o imitaciones del mismo. El documento debe ser único e irremplazable, lo que significa que su pérdida representaría un empobrecimiento significativo del Patrimonio de la Humanidad, debido a su relevancia histórica. La trascendencia mundial de un documento se evalúa en función de su relación con la época, su importancia geográfica, y su impacto en personas o grupos clave en la historia. El tema central del documento debe reflejar un aspecto relevante dentro del contexto histórico y social de su producción, y su forma y estilo deben ser adecuados para preservar su materialidad y medio original. La rareza se refiere a que el documento sea un representante único de otros que han desaparecido. La integridad del documento se evalúa para asegurar que está completo y no ha sufrido mutilaciones. La amenaza aborda los riesgos sobre su seguridad y conservación en el lugar de resguardo. Además, se requiere un plan de gestión que contemple medidas para su preservación, conservación y divulgación.

## Importancia
La importancia del patrimonio documental reside en su función como memoria de las civilizaciones. Por lo que el carácter de su importancia se puede notar en los ámbitos: Histórico, científico y cultural. Según la Conferencia General de la UNESCO "Los documentos que se conservan en los archivos y bibliotecas del mundo constituyen fuentes indispensables de muchas disciplinas intelectuales. También son fuentes de actividades menos estructuradas como el autoaprendizaje, las actividades recreativas y otros intereses de índole general. Sin esos documentos, sería imposible analizar la política, la historia, la vida humana, la música o los espectáculos". Al ser una manifestación de la historia de la humanidad, el patrimonio documental es uno de los cimientos tanto para la comprensión de las sociedades actuales como para el enriquecimiento personal del individuo y para la evolución de las sociedades mismas, ya que promueve el intercambio de conocimientos en favor de un mayor entendimiento y del diálogo, a fin de promover la paz y el respeto de la libertad, la democracia, los derechos humanos y la dignidad." Así como la preservación de la diversidad biológica es fundamental para la evolución de las especies, la preservación de la diversidad cultural es primordial para el desarrollo de la creatividad humana".

## Daños que se pueden generar a los documentos patrimoniales[11]
Desprendimientos de las cubiertas, Desprendimientos de los lomos, Desprendimientos de los librillos, Roturas y desgastes en los límites de las hojas, Manchas de humedad, Acidez elevada de las hojas tornándose estas quebradizas al tacto, Presillas oxidadas que aportan acidez a las hojas y quiebran la zona donde se encuentran, Fatigas del soporte en algunos ejemplares lo que las hace susceptibles a quebrarse por los dobleces, Alabeos del soporte, Pérdidas totales y parciales de cubierta, Suciedad generalizada en forma de motas de polvo, Exfoliaciones y abrasiones en las cubiertas.

## Preservación
La preservación del patrimonio documental abarca un conjunto de técnicas, tratamientos, procedimientos y tecnologías de carácter muy diverso, de tipo preventivo y correctivo, destinado a preservar los documentos y la información que en ellos figura. 
La Preservación es la suma de medidas necesarias para garantizar la accesibiliad permanente -para siempre- del patrimonio documental. El Programa Memoria del Mundo fomenta la preservación de diversas maneras, entre otras, mediante el apoyo de principio, la sensibilización, la enseñanza, y la formación, los acuerdos de cooperación técnica y el apoyo directo de un número limitado de proyectos específicos. Se ha de tener en cuenta una serie de factores importantes, como el entorno, el tipo de material, la estrategia de preservación/conservación propuesta, el acceso a las técnicas y los conocimientos en materia de preservación, el control de la documentación y las colecciones y disposiciones en materia de acceso.

## Conservación
La conservación son las acciones tendientes a evitar o disminuir el avance del deterioro a fin de proteger y asegurar la vida material de los bienes culturales, sin apuntar a la restitución de los valores estéticos e históricos a través de procedimientos y/o tratamientos practicados sobre los objetos.
Existen técnicas y programas que permiten la digitalización de la información musical para conservar, desde el sonido correspondiente a una interpretación particular de una obra musical, en forma de señal sonora susceptible de ser procesada por programas de edición de audio, hasta la imagen de la partitura manuscrita por el propio compositor, con las posibilidades que ello ofrece para la restauración del posible deterioro sufrido por el documento original. 
En los archivos audiovisuales se pueden encontrar diferentes tipos de soportes, sin embargo, hasta el momento, los más comunes son la película cinematográfica y el vídeo. El cine como patrimonio audiovisual que hasta la aparición y popularización del vídeo era el medio audiovisual por antonomasia, se ha conservado y tratado tradicionalmente en las filmotecas o cinematecas, organismos dedicados al archivo, exposición, preservación y difusión de la obra cinematográfica, así como a la conservación de técnicas y tipos de filmación en desuso. El vídeo supuso, desde su difusión comercial en los años setenta, la síntesis de las tecnologías precedentes –película, disco y fotografía- facilitando la grabación, la conservación y reproducción del sonido juntamente con la conservación y reproducción de la imagen. La popularidad adquirida hace que se encuentre en diversas instituciones que le proporcionan un tratamiento similar aunque adaptado a sus necesidades particulares. Frente al discurso textual y al documento visual fijo, los medios que descansan en la imagen móvil y en el sonido plantean problemas en el proceso de análisis, debido al carácter móvil y transitorio de los mensajes que emiten. El documentalista se verá obligado al revisionado o reaudición y las secuencias se definirán y localizarán mediante cronómetro. Ahora bien, los documentos audiovisuales representan la síntesis de la interrelación entre la imagen y la palabra, pues se apoyan mutuamente para resolver las carencias que cada subsistema tiene por sí solo. Así como la fotografía necesita el texto del pie de foto para centrar el significado de la imagen, aquí es el sonido el que realiza la necesaria función contextualizadora. Además, la superposición secuencial de imágenes ayuda también a explicar los mensajes. Los documentos audiovisuales resultan más precisos semánticamente que los visuales y más completos semánticamente que los sonoros. Dado que la información audiovisual está integrada por elementos que pertenecen al ámbito de las imágenes y del sonido, su estudio debe abordarse desde una doble dimensión: 
- Considerando cada uno de los niveles separadamente
- Considerando los dos niveles conjuntamente, observando las transformaciones que experimentan como resultado de la combinación de códigos. Año 5, No.20, Oct. – Dic. 2004 Asimismo, será preciso considerar las finalidades del tratamiento de estos documentos, que pueden ser dos:

- Recuperación unitaria de vídeos, DVDs, etc., en bibliotecas y otras unidades de información.

- Recuperación fraccionada en microunidades informativas (secuencias, escenas, planos, etc.) de noticias, reportajes, spots publicitarios, etc., en medios de comunicación. Esta realidad implica que la unidad documental podrá ser cualquier unidad temática de información (película, vídeo o programa, reportaje, secuencia o plano). Si tratamos con documentos audiovisuales que forman parte de Bibliotecas se describirán como el resto de la colección, bien de forma unitaria o bien de manera analítica pero se les aplicarán, generalmente, las mismas normas: las ISBD (NBM), el capítulo correspondiente de las reglas de catalogación españolas, la misma lista de encabezamientos de materia y la CDU. Si se trata de los vídeos conservados en los archivos / servicios de documentación audiovisual de televisión, la unidad de tratamiento será la secuencia o el plano. Es este caso el que vamos a abordar de manera desarrollada seguidamente.

Elementos de la conservación:

Existen diferentes métodos y técnicas para la conservación de la documentación, así como también existen varios tipos de formatos de almacenar la información.
Hay elementos clave a tener en cuenta que son fundamentales para preservar y proteger, el patrimonio documental.

Algunos de los elementos de la conservación son los siguientes:

Documentos Audiovisuales: Este elemento incluye todo tipo de contenido audiovisual el cual incluye: programas de radio, películas, cortometrajes, televisión, grabaciones de audio y vídeo.
Estos elementos Son esenciales para conocer la historia y analizar la sociedad y la cultura de diferentes épocas, conservando la historia.

Gestión Documental: La forma correcta de la gestión de los documentos audiovisuales es realmente importante. Lo que implica procesos como el almacenamiento, la catalogación, la búsqueda, el acceso, la consulta, la recuperación, la transferencia y la grabación de información. La digitalización es un factor clave para mejorar estos procesos.

Archivos Audiovisuales: Estos archivos no solo almacenan documentos, sino que también facilitan el acceso a las fuentes audiovisuales. Los archivos están presentes en sectores como el cine, la televisión y la radiodifusión y su función principal es garantizar la accesibilidad permanente a los documentos.

Integridad de los Soportes: Es importante tener en cuenta que todo tipo de actividad relacionada con la información debe contener soportes así como también deben estar respaldados. Los documentos audiovisuales se encuentran en diferentes formatos (fotográficos, cinematográficos, digitales, etc.). Es importante mantener la integridad de estos soportes ya que es esencial para su preservación.

Selección y Preparación del Soporte: Es necesario siempre tener en cuenta que se debe seleccionar la mejor copia existente y preparar el soporte para su conservación. Lo que implica la evaluación de la calidad y el estado del material original.
En los albores del siglo XXI, la noción del patrimonio cultural no ha cesado de enriquecerse con un enfoque global antropológico y sociológico que lleva a considerarlo como un conjunto de manifestaciones diversas, que se ha recibido de nuestro pasado, que han llegado a ser testimonios insustituibles que representan el desarrollo de una sociedad y, se debe trasmitir a las futuras generaciones. Los conceptos de patrimonio cultural han sido asociados durante siglos a los monumentos que expresan la excelencia de la labor humana, por lo que se han sobre valorado unos y olvidado otros. Cuando se habla de patrimonio histórico, es una herencia colectiva, no individual, producto de hechos acontecidos, personajes, objetos materiales que han trascendido a través del tiempo, y el espacio social, que llegan a forman parte y esencia de la historia de un lugar, estos objetos culturales son emisarios y nexos entre generaciones humanas y, se forman mediante una construcción social, que es diversa y, responde a las exclusivas maneras de manifestarse la sociedad a la cual pertenece.
El patrimonio histórico se relaciona con diversos bienes materiales como puede ser el patrimonio edificado, en el pasado, este podría referirse solo a los monumentos históricos, hoy, en este siglo, esta noción es mucho más amplia, el patrimonio puede ser también: urbano, rural, modesto, vernáculo, popular, industrial, entre otros.
También se puede tener en cuenta el patrimonio natural, que es el propio del desarrollo de la formación de la naturaleza en el transcurso de las diferentes épocas, pero no olvidemos la obra del ser humano en su contexto, que mantiene la cultura viva y es parte y juez de ese patrimonio, que conforma los paisajes culturales en sus diferentes categorías.

## Divulgación
«Para que la sociedad lo conozca (el patrimonio cultural) y lo usufructúe, por derecho, es necesario que el patrimonio cultural sea estudiado y analizado desde diversos enfoques que permitan identificar las expresiones que conforman el patrimonio con el fin de satisfacer las necesidades culturales, educativas y sociales en función de la identidad, la nacionalidad, la significación y el impacto del patrimonio cultural». La divulgación implica actividades en el ámbito público y privado como exposiciones, presentaciones itinerantes, programas de radio y televisión, publicaciones, artículos de consumo, retransmisiones por internet, el uso de los medios sociales, conferencias, programas educativos, eventos especiales y la digitalización de contenidos para su descarga.